# Fomperron

Fomperron este o comună în departamentul Deux-Sèvres, Franța. În 2009 avea o populație de 424 de locuitori.